# 月光花
月光花（学名：Ipomoea alba），又名嫦娥奔月（云南）、天茄儿、天茄子、夜顔（日本）、夕顔（日本），是旋花科番薯属植物，原产於新大陆热带及温带地区，包括南美洲全境、中美洲、墨西哥和美国佛罗里达州，分布於全热带、热带美洲以及中国大陆的广西、陕西、江西、浙江、云南、广东、四川、江苏等地，野外多有生长，目前已由人工广泛栽培。月光花的白色花朵形似满月，大而美丽，且在夜间开放，故得名。月光花生长很迅速，因此可作为引人注目的篱垣布景。
种加词意为“白色的”，也是根据其花色而命名。

## 特征

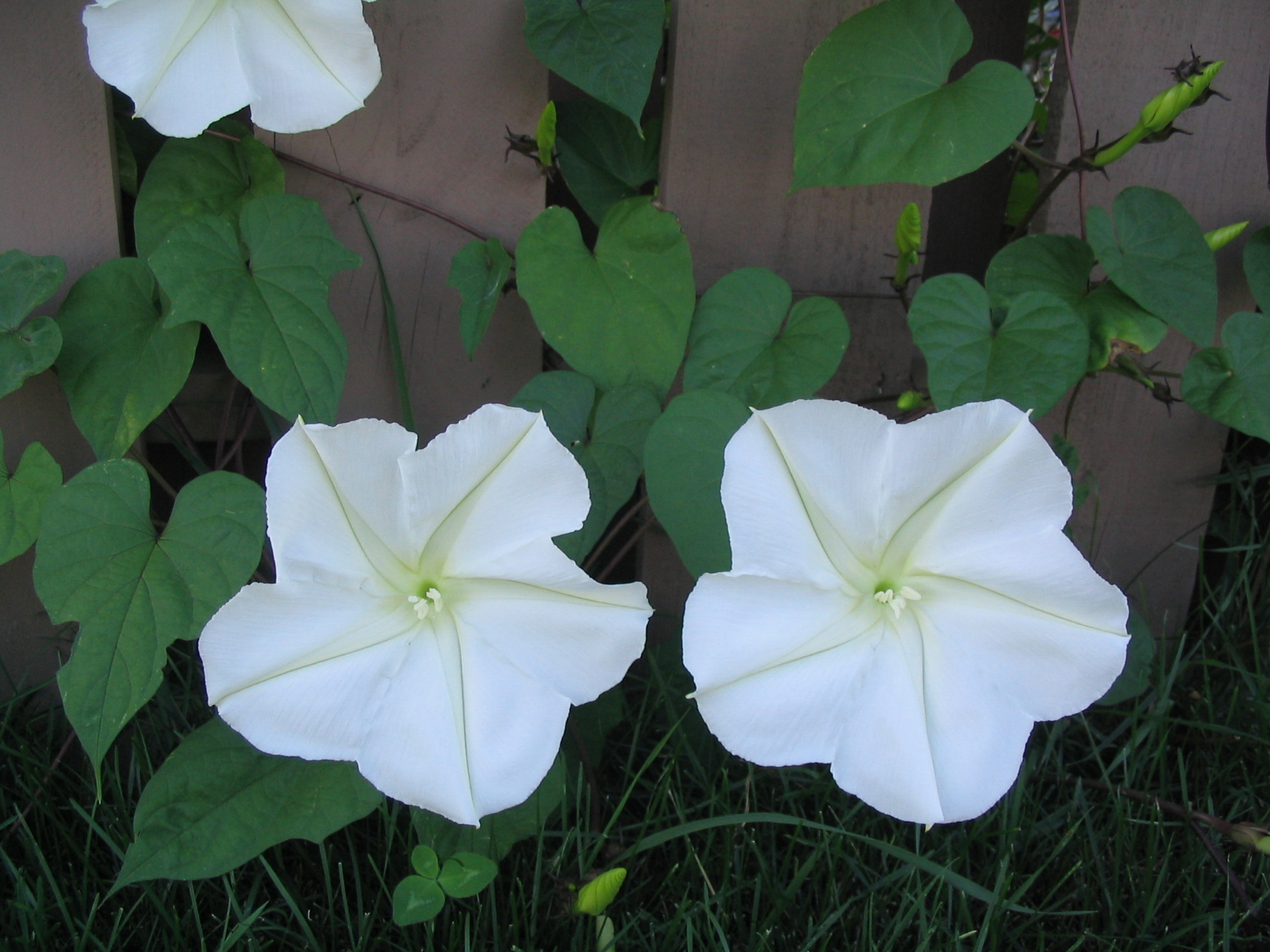
刚绽放的月光花

株高5－30米，绿茎圆柱形，茎干卷须缠绕向上攀援，全株有乳汁，具软刺或近光滑，生有小瘤，可分离以栽培繁殖；叶互生，全缘，变种裂叶月光花叶3裂，长8－20厘米，宽5－15厘米，基部心形，先端钝尖或渐尖，叶柄长5－20厘米；二歧聚伞花序腋生，萼片卵形，5枚，顶端具长芒尖，开1－5朵高脚碟状白或粉色大花，带淡绿色褶纹，肉质花盘环状，冠檐浅5圆裂，具芳香气味，直径7－14厘米，花朵黄昏至夜间开放，直到黎明时才闭合；雄蕊和花柱稍伸出，5枚，子房上位，长圆锥状，2室，呈2球状，丝状花柱圆柱形，柱头头状，着生於花冠管上，花药基部箭形，淡黄色；蒴果卵形，4裂，长约3厘米，先端锐，基部围有宿存萼片，果柄粗；种子无毛，黄白、棕褐或黑褐色，长约8－10毫米，最大直径约6－8毫米。原产地是多年生蔓生草本，而在温带较寒冷地区为一年生草本，4－5月播种，花期7－10月（较温暖地区可开放至11月），果期9－11月。

## 用途

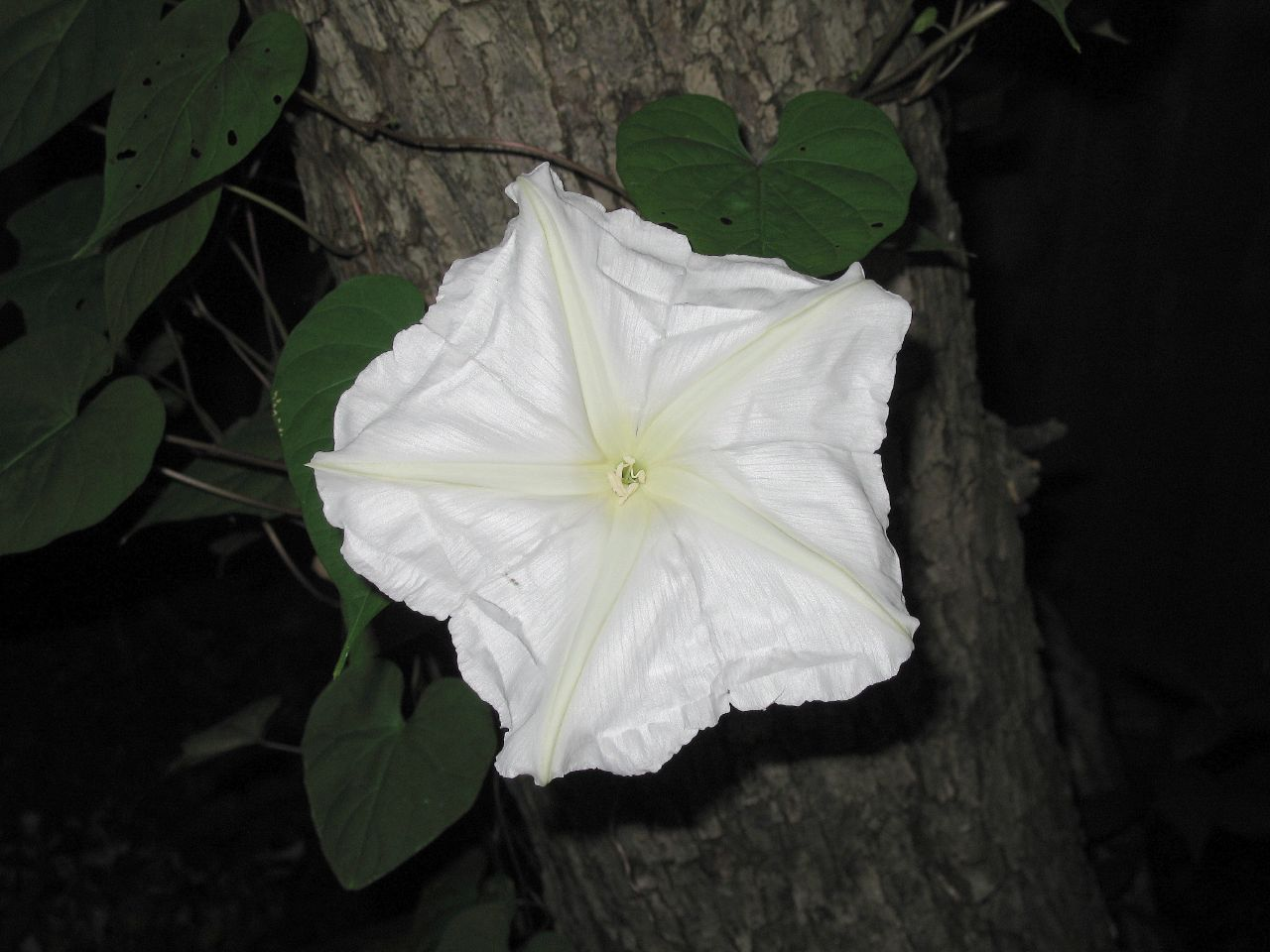
皱褶的花冠

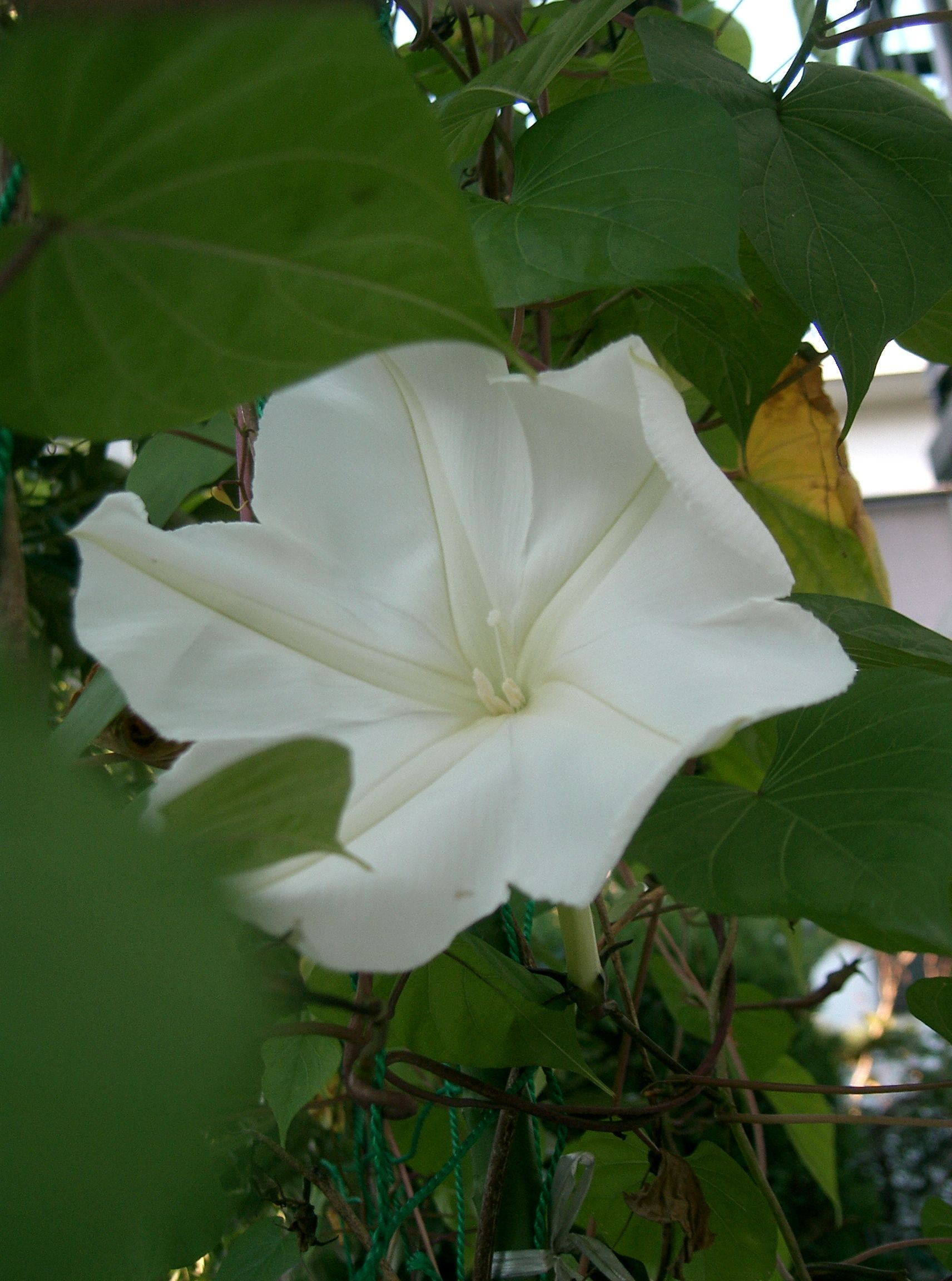
花和叶

在古老的中部美洲文明中，人们用月光花将弹性卡斯桑木（Castilla elastica）和灰白银胶菊（Parthenium argentatum）中的乳汁转变为有弹性的橡膠球，因为此植物的乳汁中含有的硫元素能使橡胶硫化。这种处理方法的使用比1830年代查尔斯·古德伊尔（Charles Goodyear）的发现至少早了3,000年。

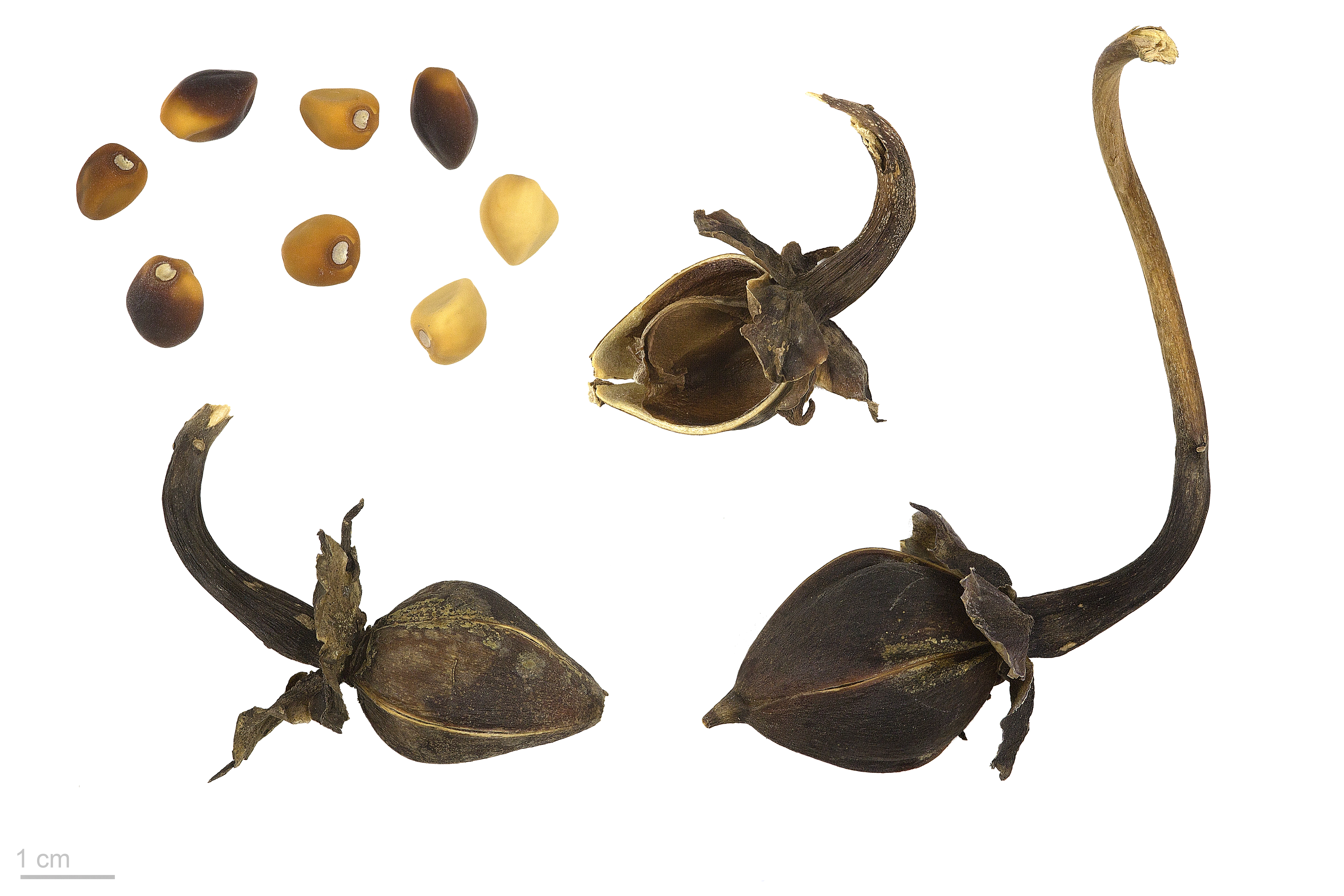
Ipomoea alba

月光花全株可作为中药使用，性味苦、辛、凉，可解蛇毒；种子可治跌打肿痛、骨折。
叶中含植物激素月光花素甲（Calonyctin A），由11-羟基十六烷基和牵牛子酸甲与4个鼠李糖组成的糖苷，可促进植物生长发育，调节植物代谢，提高产量。

## 栽培
月光花是广泛栽培的观赏植物，因为其花朵外观美丽。喜温暖湿润，不耐严寒，对土壤要求较低，能适应大多数土壤环境。在冬季寒冷地区可作为一年生植物栽培，通常以播种繁殖，播种前夜应将种子开启一缺口，并浸泡在热水中一夜。早春播於苗床，幼苗生出3－5片真叶时，即可定植於花架或栅栏，不过也可嫁接番薯以提高产量；也可於3－4月露地直播，行距40－80厘米；盆栽深度6毫米，保持温度20－25℃，1－3周後可发芽。月光花抗病性非常好，虫害有蚜虫和粉虱，可用水直接将它们冲掉，或者施用稀释的除虫剂。月光花在5以上的无霜冻环境下可顺利越冬。在某些地区月光花被视为入侵物种，因为其会影响农耕。